# Episodi di Duel Masters LOST: Gekka no shinigami

Il logo della serie

Duel Masters LOST: Gekka no shinigami (Duel Masters LOST ～月下の死神～?) è stato trasmesso in Giappone dal 21 dicembre 2024 al 28 febbraio 2025 per un totale di 4 episodi. La sigla d'apertura è Narrative (ナラティブ?, Naratibu) delle Tsukuyomi mentre quella di chiusura è Cantare (カンターレ?, Kantāre) di Hana Hishikawa.

## Lista episodi
| Nº | Titolo italiano Giapponese 「Kanji」 - Rōmaji | In onda          | In onda |
| Nº | Titolo italiano Giapponese 「Kanji」 - Rōmaji | Giapponese       |         |
| 1  | Episodio 1 「第1話」 - Dai 1-wa               | 21 dicembre 2024 |         |
| 2  | Episodio 2 「第2話」 - Dai 2-wa               | 28 febbraio 2025 |         |
| 3  | Episodio 3 「第3話」 - Dai 3-wa               | 28 febbraio 2025 |         |
| 4  | Episodio 4 「第4話」 - Dai 4-wa               | 28 febbraio 2025 |         |